# Wereldkampioenschappen wielrennen 1988
De wereldkampioenschappen wielrennen 1988 werden gehouden op 28 augustus in het Belgische Ronse. De wegwedstrijd bij de elite mannen werd gewonnen door Maurizio Fondriest, voor Martial Gayant en Juan Fernández. 
Het werd een tumultueuze sprint waarin Claude Criquielion, Steve Bauer en Maurizio Fondriest voor de winst gingen. 
200 meter voor de eindstreep op een weg die vrij steil omhoog ging, trachtte Criquielion Bauer te passeren aan de rechterzijde, uit de wind, langs het dranghekken. 
Er was echter net op die plaats een belangrijke (en onreglementaire) vernauwing van het dranghekken, dat ongeveer 1,5m insprong.
Daardoor kwam Criquielion, die iets sneller omhoog reed dan Bauer, vast tussen het inspringende dranghekken en de rechtdoor sprintende Bauer.
Door zijn hogere snelheid raakte Criquielion de elleboog van Bauer, waardoor het vanuit de vaste camera leek alsof Bauer duwde. Beide renners dreigden hun evenwicht te verliezen. Criquielion botste daarop tegen een politieman die voor het dranghekken stond, en zijn voorwiel raakte de betonnen basis van het dranghekken, waardoor hij viel. 
Bauer slaagde er nauwelijks in om rechtop te blijven, maar verloor door deze manoeuvre zoveel aan snelheid dat Fondriest hem vlot passeerde en met de zege aan de haal ging. 
Bauer kwam als tweede over de finish, maar werd later gediskwalificeerd door de wedstrijdjury. Vanuit de vaste camera aan de aankomstlijn leek het (foutief) alsof Bauer van zijn lijn afweek (de camera stond evenwel niet in de loodlijn, maar filmde vanuit een hoek), en leek het ook alsof de elleboog van Bauer een onregelmatige beweging maakte. Deze werd echter veroorzaakt doordat Criquielion tegen Bauer's elleboog aanreed, omdat Criquielion door de plotse vernauwing van het dranghekken onvoldoende plaats had om Bauer voorbij te steken.
De fiets van Criquelion was dermate beschadigd dat hij niet meer in de ereplaatsen eindigde, lopend kwam hij als elfde over de finish.
Nadien werd Criquielion overtuigd om strafrechtelijke klacht met burgerlijke partijstelling in te dienen tegen Bauer voor onvrijwillige en vrijwillige slagen en verwondingen. Zowel in eerste aanleg als in beroep werd Bauer over de hele lijn vrijgesproken.
Er werd geen wegwedstrijd bij de vrouwen en de amateurs en geen tijdrit gehouden.

## Nasleep
Claude Criquielion heeft naar aanleiding van dit voorval een claim van (omgerekend) 1,5 miljoen dollar tegen Bauer ingediend. Deze claim is in verschillende instanties afgewezen door de Belgische rechters. Toch houdt dit voorval de gemoederen nog altijd bezig. Wie heeft er wat fout gedaan?
1921 · 
1922 · 
1923 · 
1924 · 
1925 · 
1926 · 
1927 · 
1928 · 
1929 · 
1930 · 
1931 · 
1932 · 
1933 · 
1934 · 
1935 · 
1936 · 
1937 · 
1938 · 
1946 · 
1947 · 
1948 · 
1949 · 
1950 · 
1951 · 
1952 · 
1953 · 
1954 · 
1955 · 
1956 · 
1957 · 
1958 · 
1959 · 
1960 · 
1961 · 
1962 · 
1963 · 
1964 · 
1965 · 
1966 · 
1967 · 
1968 · 
1969 · 
1970 · 
1971 · 
1972 · 
1973 · 
1974 · 
1975 · 
1976 · 
1977 · 
1978 · 
1979 · 
1980 · 
1981 · 
1982 · 
1983 · 
1984 · 
1985 · 
1986 · 
1987 · 
1988 · 
1989 · 
1990 · 
1991 · 
1992 · 
1993 · 
1994 · 
1995 · 
1996 · 
1997 · 
1998 · 
1999 · 
2000 · 
2001 · 
2002 · 
2003 · 
2004 · 
2005 · 
2006 · 
2007 · 
2008 · 
2009 ·
2010 · 
2011 · 
2012 · 
2013 · 
2014 · 
2015 · 
2016 · 
2017 · 
2018 · 
2019 · 
2020 ·
2021 ·
2022 ·
2023 ·
2024 ·
2025 ·
2026